# Carl Rohl-Smith

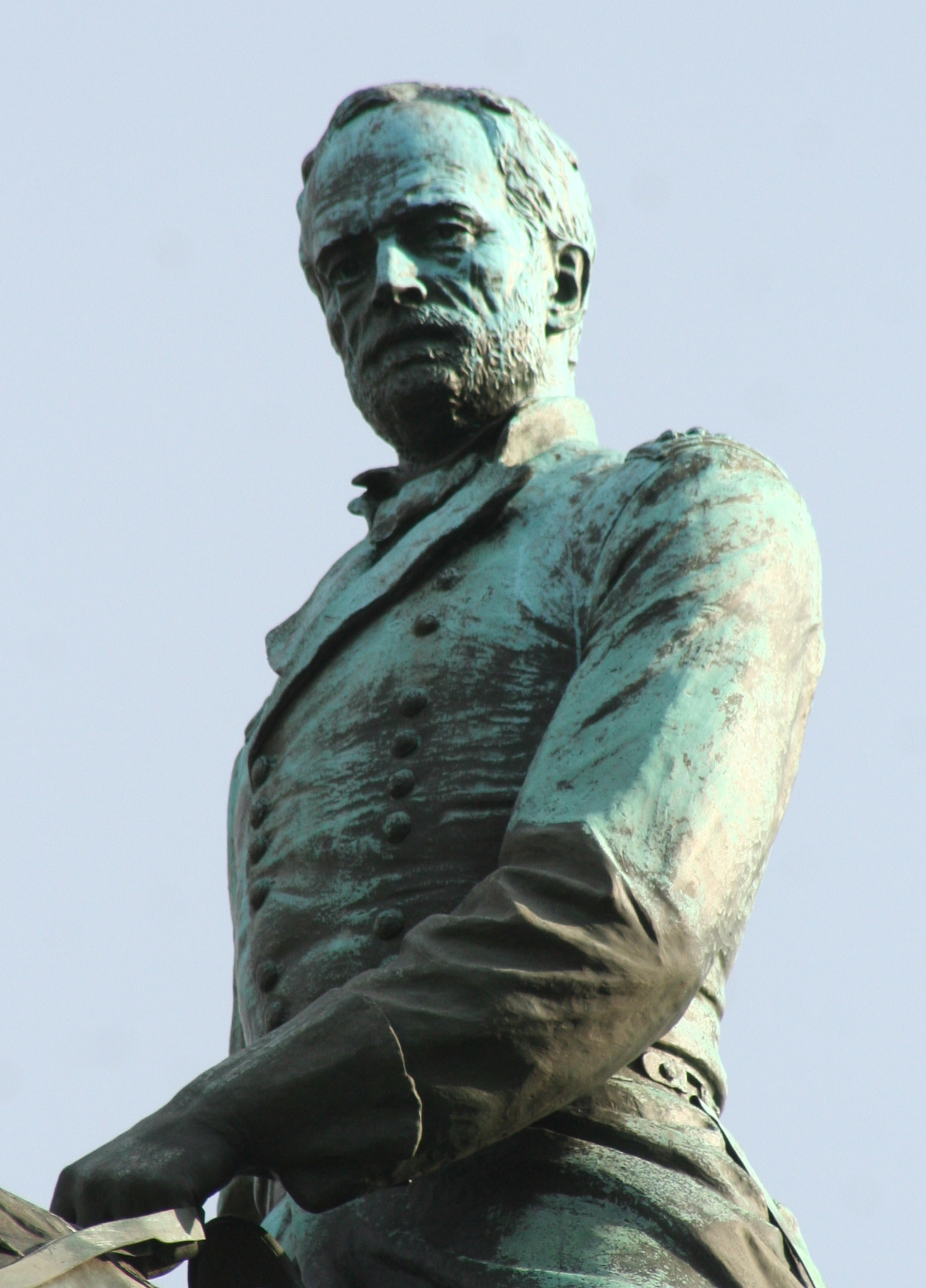
Monumentet över William Tecumseh Sherman.

Carl Wilhelm Daniel Rohl-Smith, född 3 april 1848 i Roskilde, död 20 augusti 1900 i Köpenhamn, var en dansk-amerikansk skulptör, son till Caspar Wilhelm Smith.
Carl Rohl-Smith studerade 1865-70 vid konstakademien i Köpenhamn, gjorde sig känd genom Brottande gossar (1871) och statyn Filoktetes (1873), fortsatte sina studier för Albert Wolff i Berlin 1875, utförde där statyn Ajax (1876, inköpt av staten, förstörd vid Christiansborgs brand), vistades därefter i Italien 1877-80, då statyerna Bellerofon och Demosthenes tillkom (den senare i Glyptoteket i Köpenhamn). Efter 1881 utförde Rohl-Smith fyra statyer för Marmorkyrkan. En grupp av lekande backanter (1885) såldes till Chicago, och dit överflyttade konstnären 1886. Han utförde där många och stora arbeten, statyer av Henry Montgomery i Memphis och Benjamin Franklin i Philadelphia, det figurrika Soldatmonumentet i Chicago, Indiangruppen där (en grupp Siouxindianer i brons finns i Köpenhamns konstmuseum), vidare kolossalgruppen Iowa state soldiers and sailors monument (i Des Moines, Iowa). Hans sista arbete blev general Shermans ryttarstod, som sjuklighet hindrade honom att slutföra; det avslutades efter hans död av Stephan Sinding och avtäcktes 1903. 